# Sesamoides clusii
Sesamoides clusii är en resedaväxtart som först beskrevs av Sprengel, och fick sitt nu gällande namn av Werner Rodolfo Greuter och Burdet. Sesamoides clusii ingår i släktet stjärnresedor, och familjen resedaväxter. Inga underarter finns listade i Catalogue of Life.